# Réserves de pétrole au Nigeria
Il y avait 36,2 milliards de barils (5,76 × 109 m3) de réserves prouvées de pétrole au Nigeria en 2007. Le pays se classe comme le plus grand producteur de pétrole en Afrique et le 11e plus important dans le monde, avec une production moyenne de 2,28 millions de barils par jour (362 × 103 m3/j) en 2006. Au rythme actuel, les réserves représentent 43 années de production si aucun nouveau gisement n'est découvert. Les vandalismes sur les oléoducs, les enlèvements, et les actions des militants contre les installations pétrolières ont réduit la production, ce qui pourrait être porté à 3 millions de barils par jour (480 × 103 m3/j) en l'absence de tels problèmes. Le gouvernement nigérian espère augmenter la capacité de production de pétrole à 4 Mbbl/j (640 × 103 m3/j) d'ici à 2010. Le Nigeria est le huitième exportateur mondial de pétrole brut et envoie 42 % de ses exportations vers les États-Unis. Le Nigeria est fortement dépendant du secteur pétrolier, qui représente 95 % de ses recettes.

## Ressources prospectives
Le Nigeria et São Tomé ont conclu un accord et créé une autorité commune de développement (Joint Development Authority)  pour exploiter des gisements de pétrole dans les eaux situées entre Sao Tomé et le Nigeria. Le Nigeria et Sao Tomé partagent ce secteur, appelé zone de développement conjointe (Joint Development Zone). Cette zone pourrait contenir jusqu'à 14 milliards de barils de pétrole. En 2006, Chevron a foré un puits d'exploration appelé OBO-1 et des fuites évoquaient la découverte de plus d'un milliard de barils de pétrole dans le seul bloc 1. Cette information, publiée sur CNN, AP, et FoxNews a rapidement été tempérée. Aucune nouvelle information n'est provenue de Chevron.
Plus récemment, la société nigériane de production de pétrole et de gaz Lekoil (Groupe Mirabaud) vient d’annoncer le début d’une campagne d’exploration dans le bloc offshore OPL 310, situé dans la concession Ogo du bassin du Dahomey. Ce bassin très peu étudié est situé au sud-ouest du Delta du Niger.
Cela fait suite à une autorisation délivrée récemment par le Département des ressources pétrolières. Le bloc OPL 310 qui mouille dans des profondeurs d’eau de 1 900 m, a été l’objet, en 2013 d’une découverte de vastes gisements de pétrole à travers les puits Ogo-1 et Ogo-1 ST. On y a également intercepté un potentiel intéressant de gaz naturel.